# Andrej Jemec
Andrej Jemec, slovenski slikar, univerzitetni profesor, akademik * 29. november 1934, Vižmarje, Ljubljana.. 
Na Akademiji upodabljajočih umetnosti v Ljubljani (zdaj Akademiji za likovno umetnost in oblikovanje v Ljubljani) je študiral slikarstvo pri profesorjih Mariju Preglju, Gabrijelu Stupici in grafiko pri Božidarju Jakcu in Riku Debenjaku. Diplomiral je 1958. Delal je kot osnovnošolski profesor in v samostojnem poklicu. Bil je med najbolj stalnimi in uglednimi ustvarjalci, člani Grupe 69. Ta je postavila povsem nove standarde kakovostne likovne ustvarjalnosti v Sloveniji in tedanji Jugoslaviji. Od 1973 je poučeval na ALU v Ljubljani, od 1984 kot redni profesor za risanje in slikanje (do upokojitve 1999); v dveh mandatih (1977-1981) je bil tudi njen dekan. Prizadeval si je za vključitev študija oblikovanja. 1995 je bil izvoljen za izrednega in 2001 za rednega člana SAZU. Tajnik V. razreda SAZU (za umetnosti) je bil od 2002 do 2008, nato član predsedstva SAZU. 
Njegovi mediji so slikarstvo, grafika in risba, pa tudi tapiserija, skulptura, barvna stekla ter grafično oblikovanje. Sodeloval je pri vprašanjih barvnega skladja v arhitekturi (Cankarjev dom v Ljubljani od 1980, prenova notranjosti cerkve v Trnovem v Ljubljani 1999). Po 1978 je vodil ustanavljanje in sodeloval pri oblikovanju študijskega programa oddelka za oblikovanje na ALU v Ljubljani, katerega prvi predstojnik je bil (do 1988), in pri prenovi likovne vzgoje v slovenskih šolah; občasno se v zvezi s tem pojavlja tudi kot publicist.
Za svoje grafične stvaritve, razstavljene 1964, je prejel nagrado Prešernovega sklada (1965), nagrajen je bil mdr. še na grafičnem bienalu v Tokiu (1964), dobil je častno medaljo na 3. mednarodnem bienalu grafike v Frechnu (1974), Jakopičevo nagrado (1975), 1. premijo na 11. mednarodnem grafičnem bienalu v Ljubljani (1975), srebrno nagrado na mednarodnem trienalu grafike v Osaki (1991), Prešernovo nagrado za življenjsko delo (1994) in zlato plaketo Univerze v Ljubljani (1998); 2005 je prejel avstrijski častni križ za znanost in umetnost, 2010 pa še avstrijski častni križ za znanost in umetnost prvega reda.
Leta 2022 je izšla obširna monografija Slike : Andrej Jemec (439 strani) z uvodnimi besedili akademikov Tonka Maroevića, Milčka Komelja in Nika Grafenauerja.